# Легін
Легін (рум. Leghin) — село у повіті Нямц в Румунії. Входить до складу комуни Піпіріг.
Село розташоване на відстані 310 км на північ від Бухареста, 35 км на північ від П'ятра-Нямца, 105 км на захід від Ясс.

## Населення
За даними перепису населення 2002 року у селі проживали 559 осіб, усі — румуни. Усі жителі села рідною мовою назвали румунську.